# У
У, у — літера кириличної абетки. Є в усіх абетках, створених на слов'яно-кириличній графічній основі. За формою накреслення — видозмінена літера кириличної абетки.

## Історія
У старослов'янській абетці називалася «ук» і мала вигляд диграфа з літер  («он») та «ік», який був графічним варіантом Ѵ («іжиці») і відрізнявся від неї подовженою нижньою частиною. Обидва елементи могли записуватись в рядок (ѹ), або одна над одною (ꙋ). Це диграфічне позначення походить з грецького письма, де [u] передається сполученням ου («омікрон» + «іпсилон»). Вибір диграфа для позначення монофтонга пов'язаний з тим, що в грецькій мові перехід праіндоєвропейського дифтонга *ou̯ в [u] (див. нижче) стався вже у писемний період, що й відбилося в графіці.
Поряд з диграфом ѹ для передавання звука [u] використовували і його лігатурний варіант, який може мати кілька форм, частіше вживалося накреслення . Разом з диграфами спектр можливих зображень літери є вельми різноманітним: . Подібні форми зберігаються досі у церковнослов'янській писемності, причому перша форма використовується як велика, диграфи — на початку слів, лігатури — у середині та наприкінці.
У старослов'янській кириличній цифірі мала числове значення «400», причому для позначення числа могла використовуватися і диграфічна, і лігатурна форма. У сучасному церковнослов'янському варіанті буквеної цифірі для цієї мети вживають другу частину диграфа, тобто знак «ік» (іжицю з довгим «хвостиком») — .
У глаголиці буква «укъ» мала накреслення , її числове значення також було «400». Очевидна аналогія у глаголичному та кириличному передаванні [u]: глаголичний «укъ» має схожість з  («онъ») і  («іжиця»).
Сучасна форма йде з початку XVIII ст.: коли в гражданському шрифті церковнослов'янський диграфічний і лігатурний «ук» був замінений на «ік», стилізований під малу латинську y.

## В українській мові
У — двадцять четверта літера української абетки.
У сучасній українській мові літерою «у» позначають звук [u] — лабіалізований голосний заднього ряду високого підняття (успіх, дуб, наука).

### Походження «у»
В українській мові звук [u] може мати різне походження:
- Від праслов'янського *u, який сходив до праіндоєвропейських дифтонгів *ou̯, *au̯ у закритих складах. У відкритих ті ж звукосполучення дали праслов'янські *ov, *av, чим і пояснюються пізніші фонетичні чергування: прасл. *kujǫ < *kou̯jǫ («кую») — *kovati < *kou̯ati («кувати»). Йотований варіант того ж звука *ju («ю») походив від дифтонга *eu̯. Саме таке походження має «у» у більшості українських слів. У старослов'янській кириличній і глаголичній писемності [u] передавався літерою «ук».
- Від праслов'янського *ǫ — носового варіанта звука [o], що походив зі сполучень голосних заднього ряду з наступними носовими приголосними (*on, *om, *an, *an), які утворилися у закритих складах після початку дії закону відкритого складу. У старослов'янській писемності [ǫ] передавався літерою «великий юс», який у кирилиці мав вигляд Ѫ. Після втрати носових голосних у східнослов'янських і південнослов'янських мовах Ѫ поступово змінила літера «ук», бо [ǫ] у більшості слов'янських мов збігся з [u] (лише у болгарській замість «великого юса» став вживатися «єр», бо [ǫ] у ній збігся з редукованим [ъ]). Саме таке походження має «у» у словах голуб, гуска, дуб, путь, суд, вудка та ін., у закінченнях знахідного відмінка однини іменників І відміни (воду, жінку, людину), закінченнях дієслів першої особи однини (буду, ходжу, лежу) та третьої особи множини (дадуть, можуть, суть). Звук [u] «юсового» походження може виявляти давнє чергування з [ja] («я»), яке в цьому випадку теж походить від носового (запрягати, супряга — супруг, супруга, трясти — трус, м'який, м'яти — мука).
- У деяких випадках [u] походить від звичайного (неносового) [o]: кувати < прасл. *kovati, сувати < прасл. *sovati. Часто сполучення -ув трапляється на місці прасл. -ov, який чергувався з -u: внаслідок походження їх з того ж дифтонга *ou̯.
- У запозиченнях з інших мов (музика, сурма, румб).

### Прийменник
В українській мові існують слова, що складаються з одної цієї літери — вигук «у» та прийменник «у», який є фонетичним варіантом прийменника «в» (рідше трапляються форми «ув», зі знах. і місц. відмінками вживаються також «уві», «вві», «ві», церк.-слов. «во»). Він має значну кількість значень, означаючи і місцеперебування (у лісі), і напрямок (у ліс), і посідання (у мене), і початок дії (у танець). Колись цей прийменник міг вживатися у значенні «біля», «поруч»: «Два брати, грізні ісполини ..стояли у ворот» (І. П. Котляревський); «А вона, безталанночка, поклонилась та й стала в порога, як чужа» (Марко Вовчок).
З граматичного й етимологічного погляду в прийменнику «в/у» можна виділити два різних праслов'янських прийменники. Один, найбільш поширений, вживається з місцевим і знахідним відмінками і походить від прасл. *vъ < *vъn (д.-рус. въ, вън), у якому початкове *v- має протетичне походження, а *ъn вважається спорідненим з дав.-гр. εν, лат. і англ. in, нім. im. Втрата прикінцевого *n сталася внаслідок закону відкритого складу майже у всіх позиціях, зберігся він тільки на початку деяких займенників (у них, у ньому, у неї). Другий прийменник трапляється у сполученні з родовим відмінком (у мене, заст. у воріт, у порога) і веде походження від прасл. *u (д.-рус. ѹ) < пра-і.є. *au.

## Таблиця кодів
| Кодування     | Регістр | Десятковий код | 16-ковий код | Вісімковий код | Двійковий код     |
| ------------- | ------- | -------------- | ------------ | -------------- | ----------------- |
| Юнікод (У, у) | Велика  | 1059           | 0423         | 002043         | 00000100 00100011 |
| Юнікод (У, у) | Мала    | 1091           | 0443         | 002103         | 00000100 01000011 |
| Юнікод (Ѹ, ѹ) | Велика  | 1144           | 0478         | 002170         | 00000100 01111000 |
| Юнікод (Ѹ, ѹ) | Мала    | 1145           | 0479         | 002171         | 00000100 01111001 |
| Юнікод (Ꙋ, ꙋ) | Велика  | 42570          | A64A         | 123112         | 10100110 01001010 |
| Юнікод (Ꙋ, ꙋ) | Мала    | 42571          | A64B         | 123112         | 10100110 01001010 |
| ISO 8859-5    | Велика  | 195            | C3           | 303            | 11000011          |
| ISO 8859-5    | Мала    | 227            | E3           | 343            | 11100011          |
| KOI 8         | Велика  | 245            | F5           | 365            | 11110101          |
| KOI 8         | Мала    | 213            | D5           | 325            | 11010101          |
| Windows 1251  | Велика  | 211            | D3           | 323            | 11010011          |
| Windows 1251  | Мала    | 243            | F3           | 363            | 11110011          |